# Buesia
Genre
Buesia est un genre obsolète de la famille des Hyménophyllacées, mais aussi un sous-genre et une section issus des différentes révisions de la famille. 

## Description
La principale caractéristique du genre est la présence d'ailes secondaires non situées dans le plan général de la fronde.

## Liste des espèces
La liste des espèces est issue de l'index IPNI - The international plant names index à la date de mai 2012 :
- Buesia cristata (Hook. & Grev.) Copel. (1941) : voir Hymenophyllum cristatum Hook. & Grev.
- Buesia jamesonii (Hook.) Copel. (1938) : voir Hymenophyllum jamesonii Hook.
- Buesia megistocarpa Copel. (1941) : voir Hymenophyllum megistocarpum (Copel.) C.V.Morton
- Buesia mirifica (C.V.Morton) Copel. (1938) : voir Hymenophyllum mirificum C.V.Morton
- Buesia sodiroi (C.Chr.) Copel. (1938) : voir Hymenophyllum sodiroi C.Chr.

## Historique et position taxinomique
Conrad Vernon Morton crée, en 1932, un sous-genre du genre Hymenophyllum : Hymenophyllum subgen Buesia. L'espèce type choisie est Hymenophyllum mirificum C.V.Morton.
En 1938, Edwin Bingham Copeland en fait un genre à part entière avec comme espèce type Buesia mirifica (C.V.Morton) Copel. et deux autres espèces Buesia jamesonii et Buesia sodiroi. En 1941, il y ajoute deux espèces : Buesia cristata et Buesia megistocarpa (espèce nouvelle).
En 1968, Conrad Vernon Morton reprend le nom Buesia pour un faire une section du sous-genre Hymenophyllum du genre Hymenophyllum.
En 2006, Atsushi Ebihara, Jean-Yves Dubuisson, Kunio Iwatsuki, Sabine Hennequin et Motomi Ito placent les cinq espèces qui ont été placées dans ce genre dans le genre Hymenophyllum, sous-genre Hymenophyllum.
En tant que genre, il est donc synonyme actuellement de Hymenophyllum subgen. Hymenophyllum.